# Połęczyno
Połęczyno, dodatkowa nazwa w języku kaszubskim Pòłãczëno, (niem Pollenschin) – wieś w Polsce, położona w województwie pomorskim, w powiecie kartuskim, w gminie Somonino.
W latach 1975–1998 wieś administracyjnie należała do województwa gdańskiego.
Wieś położona jest na południowo-wschodnim skraju Wzgórz Szymbarskich przy drodze wojewódzkiej nr 224 (Wejherowo-Kartuzy-Egiertowo-Nowa Karczma-Skarszewy-Tczew), 0,3 km na zachód od drogi krajowej nr 20 ze Stargardu do Gdyni.
Wieś jest siedzibą sołectwa Połęczyno, w którego skład wchodzi również miejscowość Jekmuca (Jeknica). W kierunku północno-wschodnim znajduje się Jezioro Połęczyńskie.

## Integralne części wsi
| SIMC    | Nazwa   | Rodzaj    |
| ------- | ------- | --------- |
| 0172563 | Jekmuca | część wsi |

## Nazwa miejscowości
Wieś pierwszy raz wzmiankowana w okresie panowania książąt pomorskich w roku 1255 jako Polusino, w 1291 jako Polusyno i w 1298 jako Poluczino. Wszystkie te zapisy można odczytać jako tożsame ze współczesną formą Połęczyno. O ile dość powszechny w nazewnictwie kaszubskim przyrostek -ino, (-yno) w nazwie jest widoczny i czytelny, to podstawa nazwy Połęcz- taka czytelna na pierwszy rzut oka już nie jest. Językoznawca Edward Breza odczytuje ją jako wyrażenie przyimkowe po łęk. Wyrażenie łęk, ma ten sam rdzeń, który występuje w rzeczowniku łąka. Nazwę można więc odczytywać jako określenie czegoś co sięga do łąk, po łąki (np pole) i stąd forma Połęczyno.
Stosowana w czasach pruskich niemiecka nazwa Pollenschin podczas II wojny światowej w 1942 roku została przez nazistowskich propagandystów niemieckich (w ramach szerokiej akcji odkaszubiania i odpolszczania nazw niemieckiego lebensraumu) zweryfikowana jako zbyt kaszubska i przemianowana na bardziej niemiecką – Pölschen.

## Historia
W 1255 r. Połęczyno zostało nadane cystersom z Łekna w Wielkopolsce przez księcia Sambora II. Cystersi zrzekli się swoich praw i zakon krzyżacki nadał w roku 1420 opustoszałe wówczas dobra braciom Mikołajowi i Piotrowi na prawie magdeburskim. Z kolei w roku 1457 wieś została zakupiona przez klasztor w Kartuzach.
Po pokoju toruńskim w 1466 r. część autonomicznej prowincji Prusy Królewskie w I Rzeczpospolitej. W roku 1569 włączona bezpośrednio do Korony.
W roku 1772, po I rozbiorze Polski, włączona do Królestwa Prus.
Na koniec 1892 wieś miała 395 mieszkańców, w tym 342 Niemców ewangelików, 52 Kaszubów (35 katolików i 17 ewangelików) i 1 Żyda. W roku 1910 liczba mieszkańców wzrosła do 517 osób - 473 Niemców (439 ewangelików i 34 katolików), 37 Kaszubów katolików i 7 niemieckojęzycznych Żydów.
Od 1920 r., na bazie postanowień wersalskich, w granicach Polski (z przerwą na lata II wojny światowej).
Po zakończeniu II wojny światowej w 1945 r. dominująca do tego czasu w miejscowości ludność niemiecka została wysiedlona, a jej miejsce zajęła w głównej mierze ludność kaszubska z okolicznych wsi.

## Zabytki
Według rejestru zabytków NID na listę zabytków wpisany jest zespół dawnego kościoła ewangelickiego z 1910 roku, nr rej.: A-1779 z 15.06.2009:
- kościół, obecnie rzymskokatolicki filialny pw. św. Andrzeja Boboli,
- cmentarz kościelny,
- ogrodzenie murowano-kamienne.